# Francisco Belmar
Francisco Manuel de la Luz Belmar Rodríguez (Villa de Tlaxiaco, 4 de octubre de 1859 - Ciudad de México, 11 de septiembre de 1926) fue un jurista y lingüista mexicano. Entre su obra se encuentran los estudios lingüísticos sobre la mayoría de las lenguas del estado de Oaxaca.

## Biografía
Nació en la Villa de Tlaxiaco, Oaxaca,  fue el octavo hijo del Francisco Belmar Aguirre y Juana Rodríguez Velasco. Cursó la carrera de Derecho en el Instituto de Ciencias y Artes de la ciudad de Oaxaca, en el que se graduaría en 1883. Ahí se desempeñó como bibliotecario y docente de francés.
La obra de investigación  desarrollada por Belmar inicia en 1890 con la publicación de su primer trabajo lingüístico, una cartilla con rudimentos para aprendizaje del zapoteco. Un año más tarde incorporaría el estudio filológico de fuentes coloniales de las que editaría el Arte de la lengua Mixe de Agustín Quintana y la  Gramática de las lenguas zapoteca-serrana y zapoteca del valle, escrita por fray Gaspar de los Reyes. Entre las lenguas que fueron descritas por Belmar se encuentran el amuzgo, chatino, chocholteco, chontal, cuicateco,  huave, mazateco, mixe, papabuco, triqui y zapoteco. A partir de 1902 fue recibido como miembro de la Sociedad Filológica de París.
En los últimos años del siglo XIX se incorpora al servicio público como juez de primera instancia en Ixtlán de Juárez. A lo largo de los años, Belmar mantendría el ejercicio de la judicatura en distintas sedes hasta llegar a la Suprema Corte de Justicia de la Nación.
Ya en el siglo XX, Belmar se establece en la Ciudad de México, en esta época se une a la Sociedad Mexicana de Geografía y Estadística, en donde  desempeñaría los cargos de Presidente honorario y Secretario. En 1910 funda la Sociedad Indianista Mexicana, organización positivista que buscaba la solución de los problemas de la población indígena a través de su integración al proyecto de nación.
A partir de 1914, después de ser arrestado por el gobierno de Venustiano Carranza, reduce su actividad pública, pero continua con su labor de investigación. En esos años trabaja en Glotología indígena mexicana. Estudio comparativo y clasificación de las lenguas indígenas de México, volumen que no se llegaría a publicar completo. Fallece en la Ciudad de México en 1926.
Al igual que otros personajes del grupo de científicos del porfiriato, la obra de Belmar fue relegada al olvido y se convirtió en una fuente de difícil acceso. En años recientes se han ampliado los estudios en torno a su trabajo lingüístico y el Instituto Nacional de Antropología e Historia ha reeditado algunas de sus libros.

## Obras selectas
- Cartilla en idioma zapoteco serrano (1890).
- Ligero estudio sobre la lengua mazateco (1892).
- Ensayo sobre la lengua Trike (1897).
- Idiomas indígenas del estado de Oaxaca (1899).
- El Chocho (1899).
- Estudio de El Chontal (1900).
- Breve reseña histórica y geográfica del estado de Oaxaca (1901).
- Estudio del Huave (1901).
- Investigación sobre el idioma amuzgo (1901).
- Breve noticia del Idioma Papabuco del pueblo de Elotepec (1901).
- El cuicateco (1902).
- Investigación sobre la lengua chatina (1902)
- Estudio del idioma Ayook (1902).
- Familia Mixteco-Zapoteca y sus relaciones con el otomí (1905).
- Polisíntesis en las lenguas indígenas de México (1907).
- La importancia del estudio de las lenguas indígenas en México (1908).
- "Los chontales y el estudio de su lengua" (1909).
- "El Tarasco y sus relaciones con la familia Mixteco-Zapoteca-Otomí" (1910).
- "Carácter morfológico de las lenguas de la Familia Nahuatlana. Su clasificación" (1911).
- "Método para aprender el idioma zapoteco-serrano" (1911).
- "El fonetismo de las lenguas indígenas del territorio mexicano" (1912).
- Glotología indígena mexicana. Estudio comparativo y clasificación de las lenguas indígenas de México (1921)